# Wetzlar
Wetzlar là một thành phố ở bang Hessen (Đức). Thành phố một trung tâm công nghiệp, kinh tế và văn hóa trong vùng trung Hessen. Thành phố nằm ở nơi sông Dill đổ vào sông Lahn. Cùng với thành phố có trường đại học Gießen ngay cạnh bên về phía đông và vùng phụ cận chung, Wetzlar tạo thành một vùng đô thị trong khu vực trung Hessen. Thành phố Frankfurt am Main nằm về phía nam của Wetzlar, cách khoảng 60 km. Wetzlar là thành phố lớn thứ 11 của bang Hessen.